# Enjoy Yourself (musikalbum)
Enjoy Yourself är Kylie Minogues andra studioalbum, utgivet den 9 oktober 1989. Albumets längd är 32 minuter och 45 sekunder.

## Låtlista
1. "Hand on Your Heart" – 3:54
2. "Wouldn't Change a Thing" – 3:17
3. "Never Too Late" – 3:27
4. "Nothing to Lose" – 3:24
5. "Tell Tale Signs" – 2:29
6. "My Secret Heart" – 2:44
7. "I'm Over Dreaming (Over You)" – 3:27
8. "Tears on My Pillow" – 2:33
9. "Heaven and Earth" – 3:47
10. "Enjoy Yourself" – 3:43